# Assunta Stacconi
Assunta Stacconi (Roma, 17 aprile 1924 – Roma, 14 ottobre 2007) è stata un'attrice italiana.

## Biografia
Nata a Roma, nel quartiere di campo de’ Fiori, di mestiere faceva la “cartonara”.
Quando la nipote Marina Fasoli venne scelta da Ettore Scola per un ruolo nel suo film Brutti, sporchi e cattivi del (1976), Assunta e sua sorella Marcella Battisti vennero chiamate ad interpretare due piccole parti nella medesima pellicola.
Dotata di un’esile figura fisica, la Stacconi fu l'interprete ideale in commedie dove veniva ricalcato il prototipo della donna brutta ma dai modi simpatici e disinvolti.
Svolse fra la fine degli anni sessanta e l'inizio degli anni settanta una carriera cinematografica, che la vide interprete di pellicole quali Don Giovanni in Sicilia (1967), di Alberto Lattuada e Brutti, sporchi e cattivi (1976), di Ettore Scola. 
Assunta Stacconi è morta nella “sua” Roma nel 2007.

## Filmografia parziale
- Giulietta degli spiriti, regia di Federico Fellini (1965)
- Don Giovanni in Sicilia, regia di Alberto Lattuada (1967)
- Brutti, sporchi e cattivi, regia di Ettore Scola (1976)
- Verso sera, regia di Francesca Archibugi (1990)
- Il postino, regia di Michael Radford (1994)